# Oxyothespis

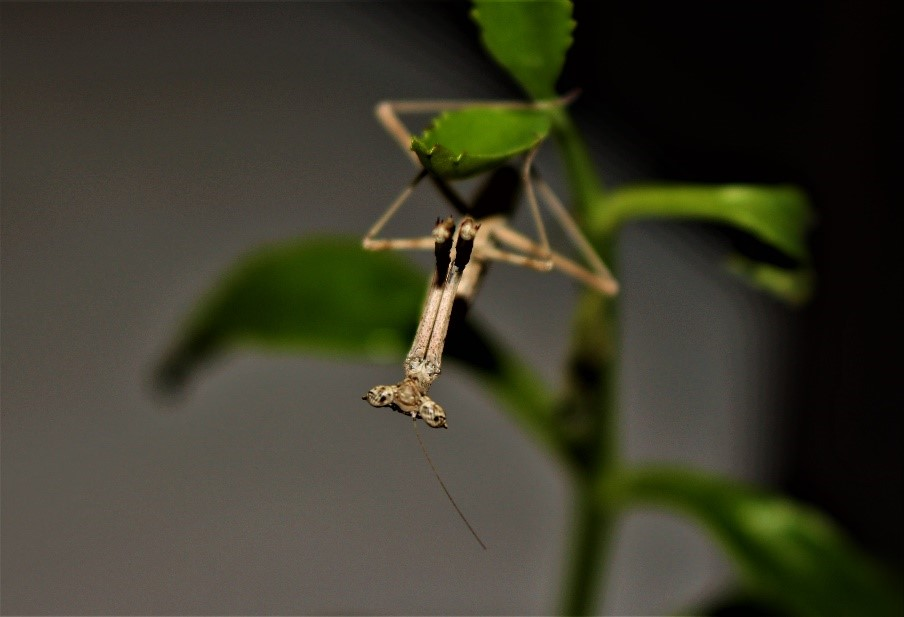
Oxythespis persica

Oxyothespis es un género de mantis de la familia Mantidae. Tiene las siguientes especies:
- Oxyothespis acuticeps
- Oxyothespis alata
- Oxyothespis apostata
- Oxyothespis bifurcata
- Oxyothespis brevicollis
- Oxyothespis brevipennis
- Oxyothespis dumonti
- Oxyothespis flavipennis
- Oxyothespis longicollis
- Oxyothespis longipennis
- Oxyothespis mammillata
- Oxyothespis maroccana
- Oxyothespis meridionalis
- Oxyothespis nilotica
  - Oxyothespis nilotica arabica
  - Oxyothespis nilotica nilotica
- Oxyothespis noctivaga
- Oxyothespis parva
- Oxyothespis pellucida
- Oxyothespis persica
- Oxyothespis philbyi
- Oxyothespis senegalensis
- Oxyothespis sudanensis
- Oxyothespis tricolor
- Oxyothespis villiersi
- Oxyothespis wagneri